# Zupaysaurus
Zupaysaurus rougieri
Genre
Espèce
Zupaysaurus est un genre éteint de dinosaures théropodes, un néothéropode primitif qui vivait en Argentine à la fin du Trias (Rhétien) et au début du Jurassique (Hettangien), soit il y a environ entre ≃205,7 à 199,5 millions d'années.

## Découverte
Zupaysaurus fut découvert dans la formation de Los Colorados, dans la province de La Rioja en Argentine. Ce dinosaure a été décrit en 2003 avec une seule espèce, Zupaysaurus rougieri, par Arcucci et Coria.

## Description

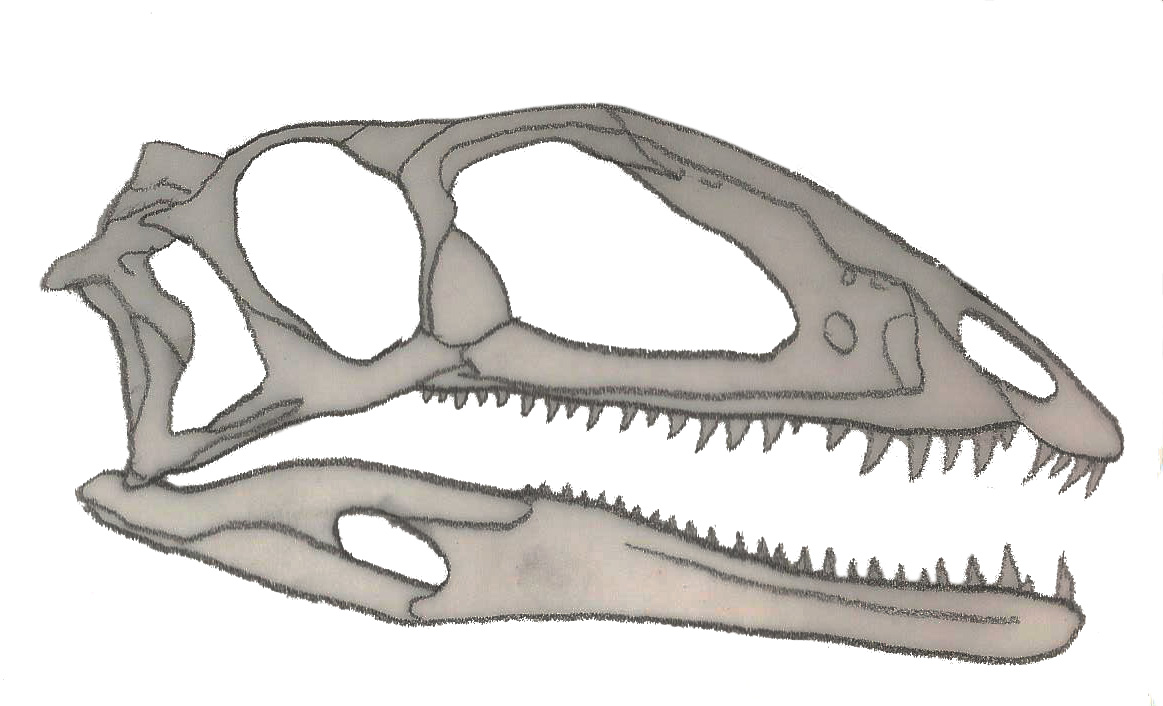
Schéma du crâne de Zupaysaurus rougieri.

Aucun squelette complet de Zupaysaurus a été découvert. La longueur du crâne de l'holotype, celui d'un adulte, est de l’ordre de 45 centimètres. La taille de l'animal a ainsi été estimée entre 4 et 5,20 mètres de longueur totale (selon les sources) et jusqu'à 200 kg pour son poids. Cela fait de Zupaysaurus un théropode de taille moyenne.
C'était un carnivore bipède ; ses bras lui servait a attraper ses proies. La longueur de ses vertèbres cervicales suggère qu'il avait un long cou. Il possédait 24 dents par demi-mâchoire.

## Classification
En 2011, lors de la description de Daemonosaurus, Sues et ses collègues ont mené une analyse phylogénétique qui montre la position basale de Zupaysaurus parmi les néothéropodes.
|  | Staurikosaurus                                                 |
|  |                                                                |
|  | \| \| Herrerasaurus \| \| \| \| \| \| Chindesaurus \| \| \| \| |
|  |                                                                |
|  | Herrerasaurus                                                  |
|  |                                                                |
|  | Chindesaurus                                                   |
|  |                                                                |

|  | Herrerasaurus |
|  |               |
|  | Chindesaurus  |
|  |               |

|  | « Megapnosaurus » |
|  |                   |
|  | Coelophysis       |
|  |                   |

|  | Cryolophosaurus |
|  | |
|  | \| \| Dilophosaurus \| \| \| \| \| \| Théropodes du Jurassique (incluant les cératosaures et tétanurés) \| \| \| \| |
|  | |
|  | Dilophosaurus |
|  | |
|  | Théropodes du Jurassique (incluant les cératosaures et tétanurés)                                                   |
|  | |

|  | Dilophosaurus                                                     |
|  |                                                                   |
|  | Théropodes du Jurassique (incluant les cératosaures et tétanurés) |
|  |                                                                   |

|  | Cryolophosaurus |
|  | |
|  | \| \| Dilophosaurus \| \| \| \| \| \| Théropodes du Jurassique (incluant les cératosaures et tétanurés) \| \| \| \| |
|  | |
|  | Dilophosaurus |
|  | |
|  | Théropodes du Jurassique (incluant les cératosaures et tétanurés)                                                   |
|  | |

|  | Dilophosaurus                                                     |
|  |                                                                   |
|  | Théropodes du Jurassique (incluant les cératosaures et tétanurés) |
|  |                                                                   |

|  | Cryolophosaurus |
|  | |
|  | \| \| Dilophosaurus \| \| \| \| \| \| Théropodes du Jurassique (incluant les cératosaures et tétanurés) \| \| \| \| |
|  | |
|  | Dilophosaurus |
|  | |
|  | Théropodes du Jurassique (incluant les cératosaures et tétanurés)                                                   |
|  | |

|  | Dilophosaurus                                                     |
|  |                                                                   |
|  | Théropodes du Jurassique (incluant les cératosaures et tétanurés) |
|  |                                                                   |

|  | Cryolophosaurus |
|  | |
|  | \| \| Dilophosaurus \| \| \| \| \| \| Théropodes du Jurassique (incluant les cératosaures et tétanurés) \| \| \| \| |
|  | |
|  | Dilophosaurus |
|  | |
|  | Théropodes du Jurassique (incluant les cératosaures et tétanurés)                                                   |
|  | |

|  | Dilophosaurus                                                     |
|  |                                                                   |
|  | Théropodes du Jurassique (incluant les cératosaures et tétanurés) |
|  |                                                                   |

|  | « Megapnosaurus » |
|  |                   |
|  | Coelophysis       |
|  |                   |

|  | Cryolophosaurus |
|  | |
|  | \| \| Dilophosaurus \| \| \| \| \| \| Théropodes du Jurassique (incluant les cératosaures et tétanurés) \| \| \| \| |
|  | |
|  | Dilophosaurus |
|  | |
|  | Théropodes du Jurassique (incluant les cératosaures et tétanurés)                                                   |
|  | |

|  | Dilophosaurus                                                     |
|  |                                                                   |
|  | Théropodes du Jurassique (incluant les cératosaures et tétanurés) |
|  |                                                                   |

|  | Cryolophosaurus |
|  | |
|  | \| \| Dilophosaurus \| \| \| \| \| \| Théropodes du Jurassique (incluant les cératosaures et tétanurés) \| \| \| \| |
|  | |
|  | Dilophosaurus |
|  | |
|  | Théropodes du Jurassique (incluant les cératosaures et tétanurés)                                                   |
|  | |

|  | Dilophosaurus                                                     |
|  |                                                                   |
|  | Théropodes du Jurassique (incluant les cératosaures et tétanurés) |
|  |                                                                   |

|  | Cryolophosaurus |
|  | |
|  | \| \| Dilophosaurus \| \| \| \| \| \| Théropodes du Jurassique (incluant les cératosaures et tétanurés) \| \| \| \| |
|  | |
|  | Dilophosaurus |
|  | |
|  | Théropodes du Jurassique (incluant les cératosaures et tétanurés)                                                   |
|  | |

|  | Dilophosaurus                                                     |
|  |                                                                   |
|  | Théropodes du Jurassique (incluant les cératosaures et tétanurés) |
|  |                                                                   |

|  | Cryolophosaurus |
|  | |
|  | \| \| Dilophosaurus \| \| \| \| \| \| Théropodes du Jurassique (incluant les cératosaures et tétanurés) \| \| \| \| |
|  | |
|  | Dilophosaurus |
|  | |
|  | Théropodes du Jurassique (incluant les cératosaures et tétanurés)                                                   |
|  | |

|  | Dilophosaurus                                                     |
|  |                                                                   |
|  | Théropodes du Jurassique (incluant les cératosaures et tétanurés) |
|  |                                                                   |

|  | « Megapnosaurus » |
|  |                   |
|  | Coelophysis       |
|  |                   |

|  | Cryolophosaurus |
|  | |
|  | \| \| Dilophosaurus \| \| \| \| \| \| Théropodes du Jurassique (incluant les cératosaures et tétanurés) \| \| \| \| |
|  | |
|  | Dilophosaurus |
|  | |
|  | Théropodes du Jurassique (incluant les cératosaures et tétanurés)                                                   |
|  | |

|  | Dilophosaurus                                                     |
|  |                                                                   |
|  | Théropodes du Jurassique (incluant les cératosaures et tétanurés) |
|  |                                                                   |

|  | Cryolophosaurus |
|  | |
|  | \| \| Dilophosaurus \| \| \| \| \| \| Théropodes du Jurassique (incluant les cératosaures et tétanurés) \| \| \| \| |
|  | |
|  | Dilophosaurus |
|  | |
|  | Théropodes du Jurassique (incluant les cératosaures et tétanurés)                                                   |
|  | |

|  | Dilophosaurus                                                     |
|  |                                                                   |
|  | Théropodes du Jurassique (incluant les cératosaures et tétanurés) |
|  |                                                                   |

|  | Cryolophosaurus |
|  | |
|  | \| \| Dilophosaurus \| \| \| \| \| \| Théropodes du Jurassique (incluant les cératosaures et tétanurés) \| \| \| \| |
|  | |
|  | Dilophosaurus |
|  | |
|  | Théropodes du Jurassique (incluant les cératosaures et tétanurés)                                                   |
|  | |

|  | Dilophosaurus                                                     |
|  |                                                                   |
|  | Théropodes du Jurassique (incluant les cératosaures et tétanurés) |
|  |                                                                   |

|  | Cryolophosaurus |
|  | |
|  | \| \| Dilophosaurus \| \| \| \| \| \| Théropodes du Jurassique (incluant les cératosaures et tétanurés) \| \| \| \| |
|  | |
|  | Dilophosaurus |
|  | |
|  | Théropodes du Jurassique (incluant les cératosaures et tétanurés)                                                   |
|  | |

|  | Dilophosaurus                                                     |
|  |                                                                   |
|  | Théropodes du Jurassique (incluant les cératosaures et tétanurés) |
|  |                                                                   |

|  | « Megapnosaurus » |
|  |                   |
|  | Coelophysis       |
|  |                   |

|  | Cryolophosaurus |
|  | |
|  | \| \| Dilophosaurus \| \| \| \| \| \| Théropodes du Jurassique (incluant les cératosaures et tétanurés) \| \| \| \| |
|  | |
|  | Dilophosaurus |
|  | |
|  | Théropodes du Jurassique (incluant les cératosaures et tétanurés)                                                   |
|  | |

|  | Dilophosaurus                                                     |
|  |                                                                   |
|  | Théropodes du Jurassique (incluant les cératosaures et tétanurés) |
|  |                                                                   |

|  | Cryolophosaurus |
|  | |
|  | \| \| Dilophosaurus \| \| \| \| \| \| Théropodes du Jurassique (incluant les cératosaures et tétanurés) \| \| \| \| |
|  | |
|  | Dilophosaurus |
|  | |
|  | Théropodes du Jurassique (incluant les cératosaures et tétanurés)                                                   |
|  | |

|  | Dilophosaurus                                                     |
|  |                                                                   |
|  | Théropodes du Jurassique (incluant les cératosaures et tétanurés) |
|  |                                                                   |

|  | Cryolophosaurus |
|  | |
|  | \| \| Dilophosaurus \| \| \| \| \| \| Théropodes du Jurassique (incluant les cératosaures et tétanurés) \| \| \| \| |
|  | |
|  | Dilophosaurus |
|  | |
|  | Théropodes du Jurassique (incluant les cératosaures et tétanurés)                                                   |
|  | |

|  | Dilophosaurus                                                     |
|  |                                                                   |
|  | Théropodes du Jurassique (incluant les cératosaures et tétanurés) |
|  |                                                                   |

|  | Cryolophosaurus |
|  | |
|  | \| \| Dilophosaurus \| \| \| \| \| \| Théropodes du Jurassique (incluant les cératosaures et tétanurés) \| \| \| \| |
|  | |
|  | Dilophosaurus |
|  | |
|  | Théropodes du Jurassique (incluant les cératosaures et tétanurés)                                                   |
|  | |

|  | Dilophosaurus                                                     |
|  |                                                                   |
|  | Théropodes du Jurassique (incluant les cératosaures et tétanurés) |
|  |                                                                   |

|  | « Megapnosaurus » |
|  |                   |
|  | Coelophysis       |
|  |                   |

|  | Cryolophosaurus |
|  | |
|  | \| \| Dilophosaurus \| \| \| \| \| \| Théropodes du Jurassique (incluant les cératosaures et tétanurés) \| \| \| \| |
|  | |
|  | Dilophosaurus |
|  | |
|  | Théropodes du Jurassique (incluant les cératosaures et tétanurés)                                                   |
|  | |

|  | Dilophosaurus                                                     |
|  |                                                                   |
|  | Théropodes du Jurassique (incluant les cératosaures et tétanurés) |
|  |                                                                   |

|  | Cryolophosaurus |
|  | |
|  | \| \| Dilophosaurus \| \| \| \| \| \| Théropodes du Jurassique (incluant les cératosaures et tétanurés) \| \| \| \| |
|  | |
|  | Dilophosaurus |
|  | |
|  | Théropodes du Jurassique (incluant les cératosaures et tétanurés)                                                   |
|  | |

|  | Dilophosaurus                                                     |
|  |                                                                   |
|  | Théropodes du Jurassique (incluant les cératosaures et tétanurés) |
|  |                                                                   |

|  | Cryolophosaurus |
|  | |
|  | \| \| Dilophosaurus \| \| \| \| \| \| Théropodes du Jurassique (incluant les cératosaures et tétanurés) \| \| \| \| |
|  | |
|  | Dilophosaurus |
|  | |
|  | Théropodes du Jurassique (incluant les cératosaures et tétanurés)                                                   |
|  | |

|  | Dilophosaurus                                                     |
|  |                                                                   |
|  | Théropodes du Jurassique (incluant les cératosaures et tétanurés) |
|  |                                                                   |

|  | Cryolophosaurus |
|  | |
|  | \| \| Dilophosaurus \| \| \| \| \| \| Théropodes du Jurassique (incluant les cératosaures et tétanurés) \| \| \| \| |
|  | |
|  | Dilophosaurus |
|  | |
|  | Théropodes du Jurassique (incluant les cératosaures et tétanurés)                                                   |
|  | |

|  | Dilophosaurus                                                     |
|  |                                                                   |
|  | Théropodes du Jurassique (incluant les cératosaures et tétanurés) |
|  |                                                                   |

|  | « Megapnosaurus » |
|  |                   |
|  | Coelophysis       |
|  |                   |

|  | Cryolophosaurus |
|  | |
|  | \| \| Dilophosaurus \| \| \| \| \| \| Théropodes du Jurassique (incluant les cératosaures et tétanurés) \| \| \| \| |
|  | |
|  | Dilophosaurus |
|  | |
|  | Théropodes du Jurassique (incluant les cératosaures et tétanurés)                                                   |
|  | |

|  | Dilophosaurus                                                     |
|  |                                                                   |
|  | Théropodes du Jurassique (incluant les cératosaures et tétanurés) |
|  |                                                                   |

|  | Cryolophosaurus |
|  | |
|  | \| \| Dilophosaurus \| \| \| \| \| \| Théropodes du Jurassique (incluant les cératosaures et tétanurés) \| \| \| \| |
|  | |
|  | Dilophosaurus |
|  | |
|  | Théropodes du Jurassique (incluant les cératosaures et tétanurés)                                                   |
|  | |

|  | Dilophosaurus                                                     |
|  |                                                                   |
|  | Théropodes du Jurassique (incluant les cératosaures et tétanurés) |
|  |                                                                   |

|  | Cryolophosaurus |
|  | |
|  | \| \| Dilophosaurus \| \| \| \| \| \| Théropodes du Jurassique (incluant les cératosaures et tétanurés) \| \| \| \| |
|  | |
|  | Dilophosaurus |
|  | |
|  | Théropodes du Jurassique (incluant les cératosaures et tétanurés)                                                   |
|  | |

|  | Dilophosaurus                                                     |
|  |                                                                   |
|  | Théropodes du Jurassique (incluant les cératosaures et tétanurés) |
|  |                                                                   |

|  | Cryolophosaurus |
|  | |
|  | \| \| Dilophosaurus \| \| \| \| \| \| Théropodes du Jurassique (incluant les cératosaures et tétanurés) \| \| \| \| |
|  | |
|  | Dilophosaurus |
|  | |
|  | Théropodes du Jurassique (incluant les cératosaures et tétanurés)                                                   |
|  | |

|  | Dilophosaurus                                                     |
|  |                                                                   |
|  | Théropodes du Jurassique (incluant les cératosaures et tétanurés) |
|  |                                                                   |

|  | « Megapnosaurus » |
|  |                   |
|  | Coelophysis       |
|  |                   |

|  | Cryolophosaurus |
|  | |
|  | \| \| Dilophosaurus \| \| \| \| \| \| Théropodes du Jurassique (incluant les cératosaures et tétanurés) \| \| \| \| |
|  | |
|  | Dilophosaurus |
|  | |
|  | Théropodes du Jurassique (incluant les cératosaures et tétanurés)                                                   |
|  | |

|  | Dilophosaurus                                                     |
|  |                                                                   |
|  | Théropodes du Jurassique (incluant les cératosaures et tétanurés) |
|  |                                                                   |

|  | Cryolophosaurus |
|  | |
|  | \| \| Dilophosaurus \| \| \| \| \| \| Théropodes du Jurassique (incluant les cératosaures et tétanurés) \| \| \| \| |
|  | |
|  | Dilophosaurus |
|  | |
|  | Théropodes du Jurassique (incluant les cératosaures et tétanurés)                                                   |
|  | |

|  | Dilophosaurus                                                     |
|  |                                                                   |
|  | Théropodes du Jurassique (incluant les cératosaures et tétanurés) |
|  |                                                                   |

|  | Cryolophosaurus |
|  | |
|  | \| \| Dilophosaurus \| \| \| \| \| \| Théropodes du Jurassique (incluant les cératosaures et tétanurés) \| \| \| \| |
|  | |
|  | Dilophosaurus |
|  | |
|  | Théropodes du Jurassique (incluant les cératosaures et tétanurés)                                                   |
|  | |

|  | Dilophosaurus                                                     |
|  |                                                                   |
|  | Théropodes du Jurassique (incluant les cératosaures et tétanurés) |
|  |                                                                   |

|  | Cryolophosaurus |
|  | |
|  | \| \| Dilophosaurus \| \| \| \| \| \| Théropodes du Jurassique (incluant les cératosaures et tétanurés) \| \| \| \| |
|  | |
|  | Dilophosaurus |
|  | |
|  | Théropodes du Jurassique (incluant les cératosaures et tétanurés)                                                   |
|  | |

|  | Dilophosaurus                                                     |
|  |                                                                   |
|  | Théropodes du Jurassique (incluant les cératosaures et tétanurés) |
|  |                                                                   |

|  | « Megapnosaurus » |
|  |                   |
|  | Coelophysis       |
|  |                   |

|  | Cryolophosaurus |
|  | |
|  | \| \| Dilophosaurus \| \| \| \| \| \| Théropodes du Jurassique (incluant les cératosaures et tétanurés) \| \| \| \| |
|  | |
|  | Dilophosaurus |
|  | |
|  | Théropodes du Jurassique (incluant les cératosaures et tétanurés)                                                   |
|  | |

|  | Dilophosaurus                                                     |
|  |                                                                   |
|  | Théropodes du Jurassique (incluant les cératosaures et tétanurés) |
|  |                                                                   |

|  | Cryolophosaurus |
|  | |
|  | \| \| Dilophosaurus \| \| \| \| \| \| Théropodes du Jurassique (incluant les cératosaures et tétanurés) \| \| \| \| |
|  | |
|  | Dilophosaurus |
|  | |
|  | Théropodes du Jurassique (incluant les cératosaures et tétanurés)                                                   |
|  | |

|  | Dilophosaurus                                                     |
|  |                                                                   |
|  | Théropodes du Jurassique (incluant les cératosaures et tétanurés) |
|  |                                                                   |

|  | Cryolophosaurus |
|  | |
|  | \| \| Dilophosaurus \| \| \| \| \| \| Théropodes du Jurassique (incluant les cératosaures et tétanurés) \| \| \| \| |
|  | |
|  | Dilophosaurus |
|  | |
|  | Théropodes du Jurassique (incluant les cératosaures et tétanurés)                                                   |
|  | |

|  | Dilophosaurus                                                     |
|  |                                                                   |
|  | Théropodes du Jurassique (incluant les cératosaures et tétanurés) |
|  |                                                                   |

|  | Cryolophosaurus |
|  | |
|  | \| \| Dilophosaurus \| \| \| \| \| \| Théropodes du Jurassique (incluant les cératosaures et tétanurés) \| \| \| \| |
|  | |
|  | Dilophosaurus |
|  | |
|  | Théropodes du Jurassique (incluant les cératosaures et tétanurés)                                                   |
|  | |

|  | Dilophosaurus                                                     |
|  |                                                                   |
|  | Théropodes du Jurassique (incluant les cératosaures et tétanurés) |
|  |                                                                   |

|  | « Megapnosaurus » |
|  |                   |
|  | Coelophysis       |
|  |                   |

|  | Cryolophosaurus |
|  | |
|  | \| \| Dilophosaurus \| \| \| \| \| \| Théropodes du Jurassique (incluant les cératosaures et tétanurés) \| \| \| \| |
|  | |
|  | Dilophosaurus |
|  | |
|  | Théropodes du Jurassique (incluant les cératosaures et tétanurés)                                                   |
|  | |

|  | Dilophosaurus                                                     |
|  |                                                                   |
|  | Théropodes du Jurassique (incluant les cératosaures et tétanurés) |
|  |                                                                   |

|  | Cryolophosaurus |
|  | |
|  | \| \| Dilophosaurus \| \| \| \| \| \| Théropodes du Jurassique (incluant les cératosaures et tétanurés) \| \| \| \| |
|  | |
|  | Dilophosaurus |
|  | |
|  | Théropodes du Jurassique (incluant les cératosaures et tétanurés)                                                   |
|  | |

|  | Dilophosaurus                                                     |
|  |                                                                   |
|  | Théropodes du Jurassique (incluant les cératosaures et tétanurés) |
|  |                                                                   |

|  | Cryolophosaurus |
|  | |
|  | \| \| Dilophosaurus \| \| \| \| \| \| Théropodes du Jurassique (incluant les cératosaures et tétanurés) \| \| \| \| |
|  | |
|  | Dilophosaurus |
|  | |
|  | Théropodes du Jurassique (incluant les cératosaures et tétanurés)                                                   |
|  | |

|  | Dilophosaurus                                                     |
|  |                                                                   |
|  | Théropodes du Jurassique (incluant les cératosaures et tétanurés) |
|  |                                                                   |

|  | Cryolophosaurus |
|  | |
|  | \| \| Dilophosaurus \| \| \| \| \| \| Théropodes du Jurassique (incluant les cératosaures et tétanurés) \| \| \| \| |
|  | |
|  | Dilophosaurus |
|  | |
|  | Théropodes du Jurassique (incluant les cératosaures et tétanurés)                                                   |
|  | |

|  | Dilophosaurus                                                     |
|  |                                                                   |
|  | Théropodes du Jurassique (incluant les cératosaures et tétanurés) |
|  |                                                                   |

|  | « Megapnosaurus » |
|  |                   |
|  | Coelophysis       |
|  |                   |

|  | Cryolophosaurus |
|  | |
|  | \| \| Dilophosaurus \| \| \| \| \| \| Théropodes du Jurassique (incluant les cératosaures et tétanurés) \| \| \| \| |
|  | |
|  | Dilophosaurus |
|  | |
|  | Théropodes du Jurassique (incluant les cératosaures et tétanurés)                                                   |
|  | |

|  | Dilophosaurus                                                     |
|  |                                                                   |
|  | Théropodes du Jurassique (incluant les cératosaures et tétanurés) |
|  |                                                                   |

|  | Cryolophosaurus |
|  | |
|  | \| \| Dilophosaurus \| \| \| \| \| \| Théropodes du Jurassique (incluant les cératosaures et tétanurés) \| \| \| \| |
|  | |
|  | Dilophosaurus |
|  | |
|  | Théropodes du Jurassique (incluant les cératosaures et tétanurés)                                                   |
|  | |

|  | Dilophosaurus                                                     |
|  |                                                                   |
|  | Théropodes du Jurassique (incluant les cératosaures et tétanurés) |
|  |                                                                   |

|  | Cryolophosaurus |
|  | |
|  | \| \| Dilophosaurus \| \| \| \| \| \| Théropodes du Jurassique (incluant les cératosaures et tétanurés) \| \| \| \| |
|  | |
|  | Dilophosaurus |
|  | |
|  | Théropodes du Jurassique (incluant les cératosaures et tétanurés)                                                   |
|  | |

|  | Dilophosaurus                                                     |
|  |                                                                   |
|  | Théropodes du Jurassique (incluant les cératosaures et tétanurés) |
|  |                                                                   |

|  | Cryolophosaurus |
|  | |
|  | \| \| Dilophosaurus \| \| \| \| \| \| Théropodes du Jurassique (incluant les cératosaures et tétanurés) \| \| \| \| |
|  | |
|  | Dilophosaurus |
|  | |
|  | Théropodes du Jurassique (incluant les cératosaures et tétanurés)                                                   |
|  | |

|  | Dilophosaurus                                                     |
|  |                                                                   |
|  | Théropodes du Jurassique (incluant les cératosaures et tétanurés) |
|  |                                                                   |

|  | « Megapnosaurus » |
|  |                   |
|  | Coelophysis       |
|  |                   |

|  | Cryolophosaurus |
|  | |
|  | \| \| Dilophosaurus \| \| \| \| \| \| Théropodes du Jurassique (incluant les cératosaures et tétanurés) \| \| \| \| |
|  | |
|  | Dilophosaurus |
|  | |
|  | Théropodes du Jurassique (incluant les cératosaures et tétanurés)                                                   |
|  | |

|  | Dilophosaurus                                                     |
|  |                                                                   |
|  | Théropodes du Jurassique (incluant les cératosaures et tétanurés) |
|  |                                                                   |

|  | Cryolophosaurus |
|  | |
|  | \| \| Dilophosaurus \| \| \| \| \| \| Théropodes du Jurassique (incluant les cératosaures et tétanurés) \| \| \| \| |
|  | |
|  | Dilophosaurus |
|  | |
|  | Théropodes du Jurassique (incluant les cératosaures et tétanurés)                                                   |
|  | |

|  | Dilophosaurus                                                     |
|  |                                                                   |
|  | Théropodes du Jurassique (incluant les cératosaures et tétanurés) |
|  |                                                                   |

|  | Cryolophosaurus |
|  | |
|  | \| \| Dilophosaurus \| \| \| \| \| \| Théropodes du Jurassique (incluant les cératosaures et tétanurés) \| \| \| \| |
|  | |
|  | Dilophosaurus |
|  | |
|  | Théropodes du Jurassique (incluant les cératosaures et tétanurés)                                                   |
|  | |

|  | Dilophosaurus                                                     |
|  |                                                                   |
|  | Théropodes du Jurassique (incluant les cératosaures et tétanurés) |
|  |                                                                   |

|  | Cryolophosaurus |
|  | |
|  | \| \| Dilophosaurus \| \| \| \| \| \| Théropodes du Jurassique (incluant les cératosaures et tétanurés) \| \| \| \| |
|  | |
|  | Dilophosaurus |
|  | |
|  | Théropodes du Jurassique (incluant les cératosaures et tétanurés)                                                   |
|  | |

|  | Dilophosaurus                                                     |
|  |                                                                   |
|  | Théropodes du Jurassique (incluant les cératosaures et tétanurés) |
|  |                                                                   |

|  | « Megapnosaurus » |
|  |                   |
|  | Coelophysis       |
|  |                   |

|  | Cryolophosaurus |
|  | |
|  | \| \| Dilophosaurus \| \| \| \| \| \| Théropodes du Jurassique (incluant les cératosaures et tétanurés) \| \| \| \| |
|  | |
|  | Dilophosaurus |
|  | |
|  | Théropodes du Jurassique (incluant les cératosaures et tétanurés)                                                   |
|  | |

|  | Dilophosaurus                                                     |
|  |                                                                   |
|  | Théropodes du Jurassique (incluant les cératosaures et tétanurés) |
|  |                                                                   |

|  | Cryolophosaurus |
|  | |
|  | \| \| Dilophosaurus \| \| \| \| \| \| Théropodes du Jurassique (incluant les cératosaures et tétanurés) \| \| \| \| |
|  | |
|  | Dilophosaurus |
|  | |
|  | Théropodes du Jurassique (incluant les cératosaures et tétanurés)                                                   |
|  | |

|  | Dilophosaurus                                                     |
|  |                                                                   |
|  | Théropodes du Jurassique (incluant les cératosaures et tétanurés) |
|  |                                                                   |

|  | Cryolophosaurus |
|  | |
|  | \| \| Dilophosaurus \| \| \| \| \| \| Théropodes du Jurassique (incluant les cératosaures et tétanurés) \| \| \| \| |
|  | |
|  | Dilophosaurus |
|  | |
|  | Théropodes du Jurassique (incluant les cératosaures et tétanurés)                                                   |
|  | |

|  | Dilophosaurus                                                     |
|  |                                                                   |
|  | Théropodes du Jurassique (incluant les cératosaures et tétanurés) |
|  |                                                                   |

|  | Cryolophosaurus |
|  | |
|  | \| \| Dilophosaurus \| \| \| \| \| \| Théropodes du Jurassique (incluant les cératosaures et tétanurés) \| \| \| \| |
|  | |
|  | Dilophosaurus |
|  | |
|  | Théropodes du Jurassique (incluant les cératosaures et tétanurés)                                                   |
|  | |

|  | Dilophosaurus                                                     |
|  |                                                                   |
|  | Théropodes du Jurassique (incluant les cératosaures et tétanurés) |
|  |                                                                   |

|  | « Megapnosaurus » |
|  |                   |
|  | Coelophysis       |
|  |                   |

|  | Cryolophosaurus |
|  | |
|  | \| \| Dilophosaurus \| \| \| \| \| \| Théropodes du Jurassique (incluant les cératosaures et tétanurés) \| \| \| \| |
|  | |
|  | Dilophosaurus |
|  | |
|  | Théropodes du Jurassique (incluant les cératosaures et tétanurés)                                                   |
|  | |

|  | Dilophosaurus                                                     |
|  |                                                                   |
|  | Théropodes du Jurassique (incluant les cératosaures et tétanurés) |
|  |                                                                   |

|  | Cryolophosaurus |
|  | |
|  | \| \| Dilophosaurus \| \| \| \| \| \| Théropodes du Jurassique (incluant les cératosaures et tétanurés) \| \| \| \| |
|  | |
|  | Dilophosaurus |
|  | |
|  | Théropodes du Jurassique (incluant les cératosaures et tétanurés)                                                   |
|  | |

|  | Dilophosaurus                                                     |
|  |                                                                   |
|  | Théropodes du Jurassique (incluant les cératosaures et tétanurés) |
|  |                                                                   |

|  | Cryolophosaurus |
|  | |
|  | \| \| Dilophosaurus \| \| \| \| \| \| Théropodes du Jurassique (incluant les cératosaures et tétanurés) \| \| \| \| |
|  | |
|  | Dilophosaurus |
|  | |
|  | Théropodes du Jurassique (incluant les cératosaures et tétanurés)                                                   |
|  | |

|  | Dilophosaurus                                                     |
|  |                                                                   |
|  | Théropodes du Jurassique (incluant les cératosaures et tétanurés) |
|  |                                                                   |

|  | Cryolophosaurus |
|  | |
|  | \| \| Dilophosaurus \| \| \| \| \| \| Théropodes du Jurassique (incluant les cératosaures et tétanurés) \| \| \| \| |
|  | |
|  | Dilophosaurus |
|  | |
|  | Théropodes du Jurassique (incluant les cératosaures et tétanurés)                                                   |
|  | |

|  | Dilophosaurus                                                     |
|  |                                                                   |
|  | Théropodes du Jurassique (incluant les cératosaures et tétanurés) |
|  |                                                                   |

|  | « Megapnosaurus » |
|  |                   |
|  | Coelophysis       |
|  |                   |

|  | Cryolophosaurus |
|  | |
|  | \| \| Dilophosaurus \| \| \| \| \| \| Théropodes du Jurassique (incluant les cératosaures et tétanurés) \| \| \| \| |
|  | |
|  | Dilophosaurus |
|  | |
|  | Théropodes du Jurassique (incluant les cératosaures et tétanurés)                                                   |
|  | |

|  | Dilophosaurus                                                     |
|  |                                                                   |
|  | Théropodes du Jurassique (incluant les cératosaures et tétanurés) |
|  |                                                                   |

|  | Cryolophosaurus |
|  | |
|  | \| \| Dilophosaurus \| \| \| \| \| \| Théropodes du Jurassique (incluant les cératosaures et tétanurés) \| \| \| \| |
|  | |
|  | Dilophosaurus |
|  | |
|  | Théropodes du Jurassique (incluant les cératosaures et tétanurés)                                                   |
|  | |

|  | Dilophosaurus                                                     |
|  |                                                                   |
|  | Théropodes du Jurassique (incluant les cératosaures et tétanurés) |
|  |                                                                   |

|  | Cryolophosaurus |
|  | |
|  | \| \| Dilophosaurus \| \| \| \| \| \| Théropodes du Jurassique (incluant les cératosaures et tétanurés) \| \| \| \| |
|  | |
|  | Dilophosaurus |
|  | |
|  | Théropodes du Jurassique (incluant les cératosaures et tétanurés)                                                   |
|  | |

|  | Dilophosaurus                                                     |
|  |                                                                   |
|  | Théropodes du Jurassique (incluant les cératosaures et tétanurés) |
|  |                                                                   |

|  | Cryolophosaurus |
|  | |
|  | \| \| Dilophosaurus \| \| \| \| \| \| Théropodes du Jurassique (incluant les cératosaures et tétanurés) \| \| \| \| |
|  | |
|  | Dilophosaurus |
|  | |
|  | Théropodes du Jurassique (incluant les cératosaures et tétanurés)                                                   |
|  | |

|  | Dilophosaurus                                                     |
|  |                                                                   |
|  | Théropodes du Jurassique (incluant les cératosaures et tétanurés) |
|  |                                                                   |

|  | « Megapnosaurus » |
|  |                   |
|  | Coelophysis       |
|  |                   |

|  | Cryolophosaurus |
|  | |
|  | \| \| Dilophosaurus \| \| \| \| \| \| Théropodes du Jurassique (incluant les cératosaures et tétanurés) \| \| \| \| |
|  | |
|  | Dilophosaurus |
|  | |
|  | Théropodes du Jurassique (incluant les cératosaures et tétanurés)                                                   |
|  | |

|  | Dilophosaurus                                                     |
|  |                                                                   |
|  | Théropodes du Jurassique (incluant les cératosaures et tétanurés) |
|  |                                                                   |

|  | Cryolophosaurus |
|  | |
|  | \| \| Dilophosaurus \| \| \| \| \| \| Théropodes du Jurassique (incluant les cératosaures et tétanurés) \| \| \| \| |
|  | |
|  | Dilophosaurus |
|  | |
|  | Théropodes du Jurassique (incluant les cératosaures et tétanurés)                                                   |
|  | |

|  | Dilophosaurus                                                     |
|  |                                                                   |
|  | Théropodes du Jurassique (incluant les cératosaures et tétanurés) |
|  |                                                                   |

|  | Cryolophosaurus |
|  | |
|  | \| \| Dilophosaurus \| \| \| \| \| \| Théropodes du Jurassique (incluant les cératosaures et tétanurés) \| \| \| \| |
|  | |
|  | Dilophosaurus |
|  | |
|  | Théropodes du Jurassique (incluant les cératosaures et tétanurés)                                                   |
|  | |

|  | Dilophosaurus                                                     |
|  |                                                                   |
|  | Théropodes du Jurassique (incluant les cératosaures et tétanurés) |
|  |                                                                   |

|  | Cryolophosaurus |
|  | |
|  | \| \| Dilophosaurus \| \| \| \| \| \| Théropodes du Jurassique (incluant les cératosaures et tétanurés) \| \| \| \| |
|  | |
|  | Dilophosaurus |
|  | |
|  | Théropodes du Jurassique (incluant les cératosaures et tétanurés)                                                   |
|  | |

|  | Dilophosaurus                                                     |
|  |                                                                   |
|  | Théropodes du Jurassique (incluant les cératosaures et tétanurés) |
|  |                                                                   |

|  | « Megapnosaurus » |
|  |                   |
|  | Coelophysis       |
|  |                   |

|  | Cryolophosaurus |
|  | |
|  | \| \| Dilophosaurus \| \| \| \| \| \| Théropodes du Jurassique (incluant les cératosaures et tétanurés) \| \| \| \| |
|  | |
|  | Dilophosaurus |
|  | |
|  | Théropodes du Jurassique (incluant les cératosaures et tétanurés)                                                   |
|  | |

|  | Dilophosaurus                                                     |
|  |                                                                   |
|  | Théropodes du Jurassique (incluant les cératosaures et tétanurés) |
|  |                                                                   |

|  | Cryolophosaurus |
|  | |
|  | \| \| Dilophosaurus \| \| \| \| \| \| Théropodes du Jurassique (incluant les cératosaures et tétanurés) \| \| \| \| |
|  | |
|  | Dilophosaurus |
|  | |
|  | Théropodes du Jurassique (incluant les cératosaures et tétanurés)                                                   |
|  | |

|  | Dilophosaurus                                                     |
|  |                                                                   |
|  | Théropodes du Jurassique (incluant les cératosaures et tétanurés) |
|  |                                                                   |

|  | Cryolophosaurus |
|  | |
|  | \| \| Dilophosaurus \| \| \| \| \| \| Théropodes du Jurassique (incluant les cératosaures et tétanurés) \| \| \| \| |
|  | |
|  | Dilophosaurus |
|  | |
|  | Théropodes du Jurassique (incluant les cératosaures et tétanurés)                                                   |
|  | |

|  | Dilophosaurus                                                     |
|  |                                                                   |
|  | Théropodes du Jurassique (incluant les cératosaures et tétanurés) |
|  |                                                                   |

|  | Cryolophosaurus |
|  | |
|  | \| \| Dilophosaurus \| \| \| \| \| \| Théropodes du Jurassique (incluant les cératosaures et tétanurés) \| \| \| \| |
|  | |
|  | Dilophosaurus |
|  | |
|  | Théropodes du Jurassique (incluant les cératosaures et tétanurés)                                                   |
|  | |

|  | Dilophosaurus                                                     |
|  |                                                                   |
|  | Théropodes du Jurassique (incluant les cératosaures et tétanurés) |
|  |                                                                   |

|  | Staurikosaurus                                                 |
|  |                                                                |
|  | \| \| Herrerasaurus \| \| \| \| \| \| Chindesaurus \| \| \| \| |
|  |                                                                |
|  | Herrerasaurus                                                  |
|  |                                                                |
|  | Chindesaurus                                                   |
|  |                                                                |

|  | Herrerasaurus |
|  |               |
|  | Chindesaurus  |
|  |               |

|  | « Megapnosaurus » |
|  |                   |
|  | Coelophysis       |
|  |                   |

|  | Cryolophosaurus |
|  | |
|  | \| \| Dilophosaurus \| \| \| \| \| \| Théropodes du Jurassique (incluant les cératosaures et tétanurés) \| \| \| \| |
|  | |
|  | Dilophosaurus |
|  | |
|  | Théropodes du Jurassique (incluant les cératosaures et tétanurés)                                                   |
|  | |

|  | Dilophosaurus                                                     |
|  |                                                                   |
|  | Théropodes du Jurassique (incluant les cératosaures et tétanurés) |
|  |                                                                   |

|  | Cryolophosaurus |
|  | |
|  | \| \| Dilophosaurus \| \| \| \| \| \| Théropodes du Jurassique (incluant les cératosaures et tétanurés) \| \| \| \| |
|  | |
|  | Dilophosaurus |
|  | |
|  | Théropodes du Jurassique (incluant les cératosaures et tétanurés)                                                   |
|  | |

|  | Dilophosaurus                                                     |
|  |                                                                   |
|  | Théropodes du Jurassique (incluant les cératosaures et tétanurés) |
|  |                                                                   |

|  | Cryolophosaurus |
|  | |
|  | \| \| Dilophosaurus \| \| \| \| \| \| Théropodes du Jurassique (incluant les cératosaures et tétanurés) \| \| \| \| |
|  | |
|  | Dilophosaurus |
|  | |
|  | Théropodes du Jurassique (incluant les cératosaures et tétanurés)                                                   |
|  | |

|  | Dilophosaurus                                                     |
|  |                                                                   |
|  | Théropodes du Jurassique (incluant les cératosaures et tétanurés) |
|  |                                                                   |

|  | Cryolophosaurus |
|  | |
|  | \| \| Dilophosaurus \| \| \| \| \| \| Théropodes du Jurassique (incluant les cératosaures et tétanurés) \| \| \| \| |
|  | |
|  | Dilophosaurus |
|  | |
|  | Théropodes du Jurassique (incluant les cératosaures et tétanurés)                                                   |
|  | |

|  | Dilophosaurus                                                     |
|  |                                                                   |
|  | Théropodes du Jurassique (incluant les cératosaures et tétanurés) |
|  |                                                                   |

|  | « Megapnosaurus » |
|  |                   |
|  | Coelophysis       |
|  |                   |

|  | Cryolophosaurus |
|  | |
|  | \| \| Dilophosaurus \| \| \| \| \| \| Théropodes du Jurassique (incluant les cératosaures et tétanurés) \| \| \| \| |
|  | |
|  | Dilophosaurus |
|  | |
|  | Théropodes du Jurassique (incluant les cératosaures et tétanurés)                                                   |
|  | |

|  | Dilophosaurus                                                     |
|  |                                                                   |
|  | Théropodes du Jurassique (incluant les cératosaures et tétanurés) |
|  |                                                                   |

|  | Cryolophosaurus |
|  | |
|  | \| \| Dilophosaurus \| \| \| \| \| \| Théropodes du Jurassique (incluant les cératosaures et tétanurés) \| \| \| \| |
|  | |
|  | Dilophosaurus |
|  | |
|  | Théropodes du Jurassique (incluant les cératosaures et tétanurés)                                                   |
|  | |

|  | Dilophosaurus                                                     |
|  |                                                                   |
|  | Théropodes du Jurassique (incluant les cératosaures et tétanurés) |
|  |                                                                   |

|  | Cryolophosaurus |
|  | |
|  | \| \| Dilophosaurus \| \| \| \| \| \| Théropodes du Jurassique (incluant les cératosaures et tétanurés) \| \| \| \| |
|  | |
|  | Dilophosaurus |
|  | |
|  | Théropodes du Jurassique (incluant les cératosaures et tétanurés)                                                   |
|  | |

|  | Dilophosaurus                                                     |
|  |                                                                   |
|  | Théropodes du Jurassique (incluant les cératosaures et tétanurés) |
|  |                                                                   |

|  | Cryolophosaurus |
|  | |
|  | \| \| Dilophosaurus \| \| \| \| \| \| Théropodes du Jurassique (incluant les cératosaures et tétanurés) \| \| \| \| |
|  | |
|  | Dilophosaurus |
|  | |
|  | Théropodes du Jurassique (incluant les cératosaures et tétanurés)                                                   |
|  | |

|  | Dilophosaurus                                                     |
|  |                                                                   |
|  | Théropodes du Jurassique (incluant les cératosaures et tétanurés) |
|  |                                                                   |

|  | « Megapnosaurus » |
|  |                   |
|  | Coelophysis       |
|  |                   |

|  | Cryolophosaurus |
|  | |
|  | \| \| Dilophosaurus \| \| \| \| \| \| Théropodes du Jurassique (incluant les cératosaures et tétanurés) \| \| \| \| |
|  | |
|  | Dilophosaurus |
|  | |
|  | Théropodes du Jurassique (incluant les cératosaures et tétanurés)                                                   |
|  | |

|  | Dilophosaurus                                                     |
|  |                                                                   |
|  | Théropodes du Jurassique (incluant les cératosaures et tétanurés) |
|  |                                                                   |

|  | Cryolophosaurus |
|  | |
|  | \| \| Dilophosaurus \| \| \| \| \| \| Théropodes du Jurassique (incluant les cératosaures et tétanurés) \| \| \| \| |
|  | |
|  | Dilophosaurus |
|  | |
|  | Théropodes du Jurassique (incluant les cératosaures et tétanurés)                                                   |
|  | |

|  | Dilophosaurus                                                     |
|  |                                                                   |
|  | Théropodes du Jurassique (incluant les cératosaures et tétanurés) |
|  |                                                                   |

|  | Cryolophosaurus |
|  | |
|  | \| \| Dilophosaurus \| \| \| \| \| \| Théropodes du Jurassique (incluant les cératosaures et tétanurés) \| \| \| \| |
|  | |
|  | Dilophosaurus |
|  | |
|  | Théropodes du Jurassique (incluant les cératosaures et tétanurés)                                                   |
|  | |

|  | Dilophosaurus                                                     |
|  |                                                                   |
|  | Théropodes du Jurassique (incluant les cératosaures et tétanurés) |
|  |                                                                   |

|  | Cryolophosaurus |
|  | |
|  | \| \| Dilophosaurus \| \| \| \| \| \| Théropodes du Jurassique (incluant les cératosaures et tétanurés) \| \| \| \| |
|  | |
|  | Dilophosaurus |
|  | |
|  | Théropodes du Jurassique (incluant les cératosaures et tétanurés)                                                   |
|  | |

|  | Dilophosaurus                                                     |
|  |                                                                   |
|  | Théropodes du Jurassique (incluant les cératosaures et tétanurés) |
|  |                                                                   |

|  | « Megapnosaurus » |
|  |                   |
|  | Coelophysis       |
|  |                   |

|  | Cryolophosaurus |
|  | |
|  | \| \| Dilophosaurus \| \| \| \| \| \| Théropodes du Jurassique (incluant les cératosaures et tétanurés) \| \| \| \| |
|  | |
|  | Dilophosaurus |
|  | |
|  | Théropodes du Jurassique (incluant les cératosaures et tétanurés)                                                   |
|  | |

|  | Dilophosaurus                                                     |
|  |                                                                   |
|  | Théropodes du Jurassique (incluant les cératosaures et tétanurés) |
|  |                                                                   |

|  | Cryolophosaurus |
|  | |
|  | \| \| Dilophosaurus \| \| \| \| \| \| Théropodes du Jurassique (incluant les cératosaures et tétanurés) \| \| \| \| |
|  | |
|  | Dilophosaurus |
|  | |
|  | Théropodes du Jurassique (incluant les cératosaures et tétanurés)                                                   |
|  | |

|  | Dilophosaurus                                                     |
|  |                                                                   |
|  | Théropodes du Jurassique (incluant les cératosaures et tétanurés) |
|  |                                                                   |

|  | Cryolophosaurus |
|  | |
|  | \| \| Dilophosaurus \| \| \| \| \| \| Théropodes du Jurassique (incluant les cératosaures et tétanurés) \| \| \| \| |
|  | |
|  | Dilophosaurus |
|  | |
|  | Théropodes du Jurassique (incluant les cératosaures et tétanurés)                                                   |
|  | |

|  | Dilophosaurus                                                     |
|  |                                                                   |
|  | Théropodes du Jurassique (incluant les cératosaures et tétanurés) |
|  |                                                                   |

|  | Cryolophosaurus |
|  | |
|  | \| \| Dilophosaurus \| \| \| \| \| \| Théropodes du Jurassique (incluant les cératosaures et tétanurés) \| \| \| \| |
|  | |
|  | Dilophosaurus |
|  | |
|  | Théropodes du Jurassique (incluant les cératosaures et tétanurés)                                                   |
|  | |

|  | Dilophosaurus                                                     |
|  |                                                                   |
|  | Théropodes du Jurassique (incluant les cératosaures et tétanurés) |
|  |                                                                   |

|  | « Megapnosaurus » |
|  |                   |
|  | Coelophysis       |
|  |                   |

|  | Cryolophosaurus |
|  | |
|  | \| \| Dilophosaurus \| \| \| \| \| \| Théropodes du Jurassique (incluant les cératosaures et tétanurés) \| \| \| \| |
|  | |
|  | Dilophosaurus |
|  | |
|  | Théropodes du Jurassique (incluant les cératosaures et tétanurés)                                                   |
|  | |

|  | Dilophosaurus                                                     |
|  |                                                                   |
|  | Théropodes du Jurassique (incluant les cératosaures et tétanurés) |
|  |                                                                   |

|  | Cryolophosaurus |
|  | |
|  | \| \| Dilophosaurus \| \| \| \| \| \| Théropodes du Jurassique (incluant les cératosaures et tétanurés) \| \| \| \| |
|  | |
|  | Dilophosaurus |
|  | |
|  | Théropodes du Jurassique (incluant les cératosaures et tétanurés)                                                   |
|  | |

|  | Dilophosaurus                                                     |
|  |                                                                   |
|  | Théropodes du Jurassique (incluant les cératosaures et tétanurés) |
|  |                                                                   |

|  | Cryolophosaurus |
|  | |
|  | \| \| Dilophosaurus \| \| \| \| \| \| Théropodes du Jurassique (incluant les cératosaures et tétanurés) \| \| \| \| |
|  | |
|  | Dilophosaurus |
|  | |
|  | Théropodes du Jurassique (incluant les cératosaures et tétanurés)                                                   |
|  | |

|  | Dilophosaurus                                                     |
|  |                                                                   |
|  | Théropodes du Jurassique (incluant les cératosaures et tétanurés) |
|  |                                                                   |

|  | Cryolophosaurus |
|  | |
|  | \| \| Dilophosaurus \| \| \| \| \| \| Théropodes du Jurassique (incluant les cératosaures et tétanurés) \| \| \| \| |
|  | |
|  | Dilophosaurus |
|  | |
|  | Théropodes du Jurassique (incluant les cératosaures et tétanurés)                                                   |
|  | |

|  | Dilophosaurus                                                     |
|  |                                                                   |
|  | Théropodes du Jurassique (incluant les cératosaures et tétanurés) |
|  |                                                                   |

|  | « Megapnosaurus » |
|  |                   |
|  | Coelophysis       |
|  |                   |

|  | Cryolophosaurus |
|  | |
|  | \| \| Dilophosaurus \| \| \| \| \| \| Théropodes du Jurassique (incluant les cératosaures et tétanurés) \| \| \| \| |
|  | |
|  | Dilophosaurus |
|  | |
|  | Théropodes du Jurassique (incluant les cératosaures et tétanurés)                                                   |
|  | |

|  | Dilophosaurus                                                     |
|  |                                                                   |
|  | Théropodes du Jurassique (incluant les cératosaures et tétanurés) |
|  |                                                                   |

|  | Cryolophosaurus |
|  | |
|  | \| \| Dilophosaurus \| \| \| \| \| \| Théropodes du Jurassique (incluant les cératosaures et tétanurés) \| \| \| \| |
|  | |
|  | Dilophosaurus |
|  | |
|  | Théropodes du Jurassique (incluant les cératosaures et tétanurés)                                                   |
|  | |

|  | Dilophosaurus                                                     |
|  |                                                                   |
|  | Théropodes du Jurassique (incluant les cératosaures et tétanurés) |
|  |                                                                   |

|  | Cryolophosaurus |
|  | |
|  | \| \| Dilophosaurus \| \| \| \| \| \| Théropodes du Jurassique (incluant les cératosaures et tétanurés) \| \| \| \| |
|  | |
|  | Dilophosaurus |
|  | |
|  | Théropodes du Jurassique (incluant les cératosaures et tétanurés)                                                   |
|  | |

|  | Dilophosaurus                                                     |
|  |                                                                   |
|  | Théropodes du Jurassique (incluant les cératosaures et tétanurés) |
|  |                                                                   |

|  | Cryolophosaurus |
|  | |
|  | \| \| Dilophosaurus \| \| \| \| \| \| Théropodes du Jurassique (incluant les cératosaures et tétanurés) \| \| \| \| |
|  | |
|  | Dilophosaurus |
|  | |
|  | Théropodes du Jurassique (incluant les cératosaures et tétanurés)                                                   |
|  | |

|  | Dilophosaurus                                                     |
|  |                                                                   |
|  | Théropodes du Jurassique (incluant les cératosaures et tétanurés) |
|  |                                                                   |

|  | « Megapnosaurus » |
|  |                   |
|  | Coelophysis       |
|  |                   |

|  | Cryolophosaurus |
|  | |
|  | \| \| Dilophosaurus \| \| \| \| \| \| Théropodes du Jurassique (incluant les cératosaures et tétanurés) \| \| \| \| |
|  | |
|  | Dilophosaurus |
|  | |
|  | Théropodes du Jurassique (incluant les cératosaures et tétanurés)                                                   |
|  | |

|  | Dilophosaurus                                                     |
|  |                                                                   |
|  | Théropodes du Jurassique (incluant les cératosaures et tétanurés) |
|  |                                                                   |

|  | Cryolophosaurus |
|  | |
|  | \| \| Dilophosaurus \| \| \| \| \| \| Théropodes du Jurassique (incluant les cératosaures et tétanurés) \| \| \| \| |
|  | |
|  | Dilophosaurus |
|  | |
|  | Théropodes du Jurassique (incluant les cératosaures et tétanurés)                                                   |
|  | |

|  | Dilophosaurus                                                     |
|  |                                                                   |
|  | Théropodes du Jurassique (incluant les cératosaures et tétanurés) |
|  |                                                                   |

|  | Cryolophosaurus |
|  | |
|  | \| \| Dilophosaurus \| \| \| \| \| \| Théropodes du Jurassique (incluant les cératosaures et tétanurés) \| \| \| \| |
|  | |
|  | Dilophosaurus |
|  | |
|  | Théropodes du Jurassique (incluant les cératosaures et tétanurés)                                                   |
|  | |

|  | Dilophosaurus                                                     |
|  |                                                                   |
|  | Théropodes du Jurassique (incluant les cératosaures et tétanurés) |
|  |                                                                   |

|  | Cryolophosaurus |
|  | |
|  | \| \| Dilophosaurus \| \| \| \| \| \| Théropodes du Jurassique (incluant les cératosaures et tétanurés) \| \| \| \| |
|  | |
|  | Dilophosaurus |
|  | |
|  | Théropodes du Jurassique (incluant les cératosaures et tétanurés)                                                   |
|  | |

|  | Dilophosaurus                                                     |
|  |                                                                   |
|  | Théropodes du Jurassique (incluant les cératosaures et tétanurés) |
|  |                                                                   |

|  | « Megapnosaurus » |
|  |                   |
|  | Coelophysis       |
|  |                   |

|  | Cryolophosaurus |
|  | |
|  | \| \| Dilophosaurus \| \| \| \| \| \| Théropodes du Jurassique (incluant les cératosaures et tétanurés) \| \| \| \| |
|  | |
|  | Dilophosaurus |
|  | |
|  | Théropodes du Jurassique (incluant les cératosaures et tétanurés)                                                   |
|  | |

|  | Dilophosaurus                                                     |
|  |                                                                   |
|  | Théropodes du Jurassique (incluant les cératosaures et tétanurés) |
|  |                                                                   |

|  | Cryolophosaurus |
|  | |
|  | \| \| Dilophosaurus \| \| \| \| \| \| Théropodes du Jurassique (incluant les cératosaures et tétanurés) \| \| \| \| |
|  | |
|  | Dilophosaurus |
|  | |
|  | Théropodes du Jurassique (incluant les cératosaures et tétanurés)                                                   |
|  | |

|  | Dilophosaurus                                                     |
|  |                                                                   |
|  | Théropodes du Jurassique (incluant les cératosaures et tétanurés) |
|  |                                                                   |

|  | Cryolophosaurus |
|  | |
|  | \| \| Dilophosaurus \| \| \| \| \| \| Théropodes du Jurassique (incluant les cératosaures et tétanurés) \| \| \| \| |
|  | |
|  | Dilophosaurus |
|  | |
|  | Théropodes du Jurassique (incluant les cératosaures et tétanurés)                                                   |
|  | |

|  | Dilophosaurus                                                     |
|  |                                                                   |
|  | Théropodes du Jurassique (incluant les cératosaures et tétanurés) |
|  |                                                                   |

|  | Cryolophosaurus |
|  | |
|  | \| \| Dilophosaurus \| \| \| \| \| \| Théropodes du Jurassique (incluant les cératosaures et tétanurés) \| \| \| \| |
|  | |
|  | Dilophosaurus |
|  | |
|  | Théropodes du Jurassique (incluant les cératosaures et tétanurés)                                                   |
|  | |

|  | Dilophosaurus                                                     |
|  |                                                                   |
|  | Théropodes du Jurassique (incluant les cératosaures et tétanurés) |
|  |                                                                   |

|  | « Megapnosaurus » |
|  |                   |
|  | Coelophysis       |
|  |                   |

|  | Cryolophosaurus |
|  | |
|  | \| \| Dilophosaurus \| \| \| \| \| \| Théropodes du Jurassique (incluant les cératosaures et tétanurés) \| \| \| \| |
|  | |
|  | Dilophosaurus |
|  | |
|  | Théropodes du Jurassique (incluant les cératosaures et tétanurés)                                                   |
|  | |

|  | Dilophosaurus                                                     |
|  |                                                                   |
|  | Théropodes du Jurassique (incluant les cératosaures et tétanurés) |
|  |                                                                   |

|  | Cryolophosaurus |
|  | |
|  | \| \| Dilophosaurus \| \| \| \| \| \| Théropodes du Jurassique (incluant les cératosaures et tétanurés) \| \| \| \| |
|  | |
|  | Dilophosaurus |
|  | |
|  | Théropodes du Jurassique (incluant les cératosaures et tétanurés)                                                   |
|  | |

|  | Dilophosaurus                                                     |
|  |                                                                   |
|  | Théropodes du Jurassique (incluant les cératosaures et tétanurés) |
|  |                                                                   |

|  | Cryolophosaurus |
|  | |
|  | \| \| Dilophosaurus \| \| \| \| \| \| Théropodes du Jurassique (incluant les cératosaures et tétanurés) \| \| \| \| |
|  | |
|  | Dilophosaurus |
|  | |
|  | Théropodes du Jurassique (incluant les cératosaures et tétanurés)                                                   |
|  | |

|  | Dilophosaurus                                                     |
|  |                                                                   |
|  | Théropodes du Jurassique (incluant les cératosaures et tétanurés) |
|  |                                                                   |

|  | Cryolophosaurus |
|  | |
|  | \| \| Dilophosaurus \| \| \| \| \| \| Théropodes du Jurassique (incluant les cératosaures et tétanurés) \| \| \| \| |
|  | |
|  | Dilophosaurus |
|  | |
|  | Théropodes du Jurassique (incluant les cératosaures et tétanurés)                                                   |
|  | |

|  | Dilophosaurus                                                     |
|  |                                                                   |
|  | Théropodes du Jurassique (incluant les cératosaures et tétanurés) |
|  |                                                                   |

|  | « Megapnosaurus » |
|  |                   |
|  | Coelophysis       |
|  |                   |

|  | Cryolophosaurus |
|  | |
|  | \| \| Dilophosaurus \| \| \| \| \| \| Théropodes du Jurassique (incluant les cératosaures et tétanurés) \| \| \| \| |
|  | |
|  | Dilophosaurus |
|  | |
|  | Théropodes du Jurassique (incluant les cératosaures et tétanurés)                                                   |
|  | |

|  | Dilophosaurus                                                     |
|  |                                                                   |
|  | Théropodes du Jurassique (incluant les cératosaures et tétanurés) |
|  |                                                                   |

|  | Cryolophosaurus |
|  | |
|  | \| \| Dilophosaurus \| \| \| \| \| \| Théropodes du Jurassique (incluant les cératosaures et tétanurés) \| \| \| \| |
|  | |
|  | Dilophosaurus |
|  | |
|  | Théropodes du Jurassique (incluant les cératosaures et tétanurés)                                                   |
|  | |

|  | Dilophosaurus                                                     |
|  |                                                                   |
|  | Théropodes du Jurassique (incluant les cératosaures et tétanurés) |
|  |                                                                   |

|  | Cryolophosaurus |
|  | |
|  | \| \| Dilophosaurus \| \| \| \| \| \| Théropodes du Jurassique (incluant les cératosaures et tétanurés) \| \| \| \| |
|  | |
|  | Dilophosaurus |
|  | |
|  | Théropodes du Jurassique (incluant les cératosaures et tétanurés)                                                   |
|  | |

|  | Dilophosaurus                                                     |
|  |                                                                   |
|  | Théropodes du Jurassique (incluant les cératosaures et tétanurés) |
|  |                                                                   |

|  | Cryolophosaurus |
|  | |
|  | \| \| Dilophosaurus \| \| \| \| \| \| Théropodes du Jurassique (incluant les cératosaures et tétanurés) \| \| \| \| |
|  | |
|  | Dilophosaurus |
|  | |
|  | Théropodes du Jurassique (incluant les cératosaures et tétanurés)                                                   |
|  | |

|  | Dilophosaurus                                                     |
|  |                                                                   |
|  | Théropodes du Jurassique (incluant les cératosaures et tétanurés) |
|  |                                                                   |

|  | « Megapnosaurus » |
|  |                   |
|  | Coelophysis       |
|  |                   |

|  | Cryolophosaurus |
|  | |
|  | \| \| Dilophosaurus \| \| \| \| \| \| Théropodes du Jurassique (incluant les cératosaures et tétanurés) \| \| \| \| |
|  | |
|  | Dilophosaurus |
|  | |
|  | Théropodes du Jurassique (incluant les cératosaures et tétanurés)                                                   |
|  | |

|  | Dilophosaurus                                                     |
|  |                                                                   |
|  | Théropodes du Jurassique (incluant les cératosaures et tétanurés) |
|  |                                                                   |

|  | Cryolophosaurus |
|  | |
|  | \| \| Dilophosaurus \| \| \| \| \| \| Théropodes du Jurassique (incluant les cératosaures et tétanurés) \| \| \| \| |
|  | |
|  | Dilophosaurus |
|  | |
|  | Théropodes du Jurassique (incluant les cératosaures et tétanurés)                                                   |
|  | |

|  | Dilophosaurus                                                     |
|  |                                                                   |
|  | Théropodes du Jurassique (incluant les cératosaures et tétanurés) |
|  |                                                                   |

|  | Cryolophosaurus |
|  | |
|  | \| \| Dilophosaurus \| \| \| \| \| \| Théropodes du Jurassique (incluant les cératosaures et tétanurés) \| \| \| \| |
|  | |
|  | Dilophosaurus |
|  | |
|  | Théropodes du Jurassique (incluant les cératosaures et tétanurés)                                                   |
|  | |

|  | Dilophosaurus                                                     |
|  |                                                                   |
|  | Théropodes du Jurassique (incluant les cératosaures et tétanurés) |
|  |                                                                   |

|  | Cryolophosaurus |
|  | |
|  | \| \| Dilophosaurus \| \| \| \| \| \| Théropodes du Jurassique (incluant les cératosaures et tétanurés) \| \| \| \| |
|  | |
|  | Dilophosaurus |
|  | |
|  | Théropodes du Jurassique (incluant les cératosaures et tétanurés)                                                   |
|  | |

|  | Dilophosaurus                                                     |
|  |                                                                   |
|  | Théropodes du Jurassique (incluant les cératosaures et tétanurés) |
|  |                                                                   |

|  | « Megapnosaurus » |
|  |                   |
|  | Coelophysis       |
|  |                   |

|  | Cryolophosaurus |
|  | |
|  | \| \| Dilophosaurus \| \| \| \| \| \| Théropodes du Jurassique (incluant les cératosaures et tétanurés) \| \| \| \| |
|  | |
|  | Dilophosaurus |
|  | |
|  | Théropodes du Jurassique (incluant les cératosaures et tétanurés)                                                   |
|  | |

|  | Dilophosaurus                                                     |
|  |                                                                   |
|  | Théropodes du Jurassique (incluant les cératosaures et tétanurés) |
|  |                                                                   |

|  | Cryolophosaurus |
|  | |
|  | \| \| Dilophosaurus \| \| \| \| \| \| Théropodes du Jurassique (incluant les cératosaures et tétanurés) \| \| \| \| |
|  | |
|  | Dilophosaurus |
|  | |
|  | Théropodes du Jurassique (incluant les cératosaures et tétanurés)                                                   |
|  | |

|  | Dilophosaurus                                                     |
|  |                                                                   |
|  | Théropodes du Jurassique (incluant les cératosaures et tétanurés) |
|  |                                                                   |

|  | Cryolophosaurus |
|  | |
|  | \| \| Dilophosaurus \| \| \| \| \| \| Théropodes du Jurassique (incluant les cératosaures et tétanurés) \| \| \| \| |
|  | |
|  | Dilophosaurus |
|  | |
|  | Théropodes du Jurassique (incluant les cératosaures et tétanurés)                                                   |
|  | |

|  | Dilophosaurus                                                     |
|  |                                                                   |
|  | Théropodes du Jurassique (incluant les cératosaures et tétanurés) |
|  |                                                                   |

|  | Cryolophosaurus |
|  | |
|  | \| \| Dilophosaurus \| \| \| \| \| \| Théropodes du Jurassique (incluant les cératosaures et tétanurés) \| \| \| \| |
|  | |
|  | Dilophosaurus |
|  | |
|  | Théropodes du Jurassique (incluant les cératosaures et tétanurés)                                                   |
|  | |

|  | Dilophosaurus                                                     |
|  |                                                                   |
|  | Théropodes du Jurassique (incluant les cératosaures et tétanurés) |
|  |                                                                   |

|  | « Megapnosaurus » |
|  |                   |
|  | Coelophysis       |
|  |                   |

|  | Cryolophosaurus |
|  | |
|  | \| \| Dilophosaurus \| \| \| \| \| \| Théropodes du Jurassique (incluant les cératosaures et tétanurés) \| \| \| \| |
|  | |
|  | Dilophosaurus |
|  | |
|  | Théropodes du Jurassique (incluant les cératosaures et tétanurés)                                                   |
|  | |

|  | Dilophosaurus                                                     |
|  |                                                                   |
|  | Théropodes du Jurassique (incluant les cératosaures et tétanurés) |
|  |                                                                   |

|  | Cryolophosaurus |
|  | |
|  | \| \| Dilophosaurus \| \| \| \| \| \| Théropodes du Jurassique (incluant les cératosaures et tétanurés) \| \| \| \| |
|  | |
|  | Dilophosaurus |
|  | |
|  | Théropodes du Jurassique (incluant les cératosaures et tétanurés)                                                   |
|  | |

|  | Dilophosaurus                                                     |
|  |                                                                   |
|  | Théropodes du Jurassique (incluant les cératosaures et tétanurés) |
|  |                                                                   |

|  | Cryolophosaurus |
|  | |
|  | \| \| Dilophosaurus \| \| \| \| \| \| Théropodes du Jurassique (incluant les cératosaures et tétanurés) \| \| \| \| |
|  | |
|  | Dilophosaurus |
|  | |
|  | Théropodes du Jurassique (incluant les cératosaures et tétanurés)                                                   |
|  | |

|  | Dilophosaurus                                                     |
|  |                                                                   |
|  | Théropodes du Jurassique (incluant les cératosaures et tétanurés) |
|  |                                                                   |

|  | Cryolophosaurus |
|  | |
|  | \| \| Dilophosaurus \| \| \| \| \| \| Théropodes du Jurassique (incluant les cératosaures et tétanurés) \| \| \| \| |
|  | |
|  | Dilophosaurus |
|  | |
|  | Théropodes du Jurassique (incluant les cératosaures et tétanurés)                                                   |
|  | |

|  | Dilophosaurus                                                     |
|  |                                                                   |
|  | Théropodes du Jurassique (incluant les cératosaures et tétanurés) |
|  |                                                                   |

|  | « Megapnosaurus » |
|  |                   |
|  | Coelophysis       |
|  |                   |

|  | Cryolophosaurus |
|  | |
|  | \| \| Dilophosaurus \| \| \| \| \| \| Théropodes du Jurassique (incluant les cératosaures et tétanurés) \| \| \| \| |
|  | |
|  | Dilophosaurus |
|  | |
|  | Théropodes du Jurassique (incluant les cératosaures et tétanurés)                                                   |
|  | |

|  | Dilophosaurus                                                     |
|  |                                                                   |
|  | Théropodes du Jurassique (incluant les cératosaures et tétanurés) |
|  |                                                                   |

|  | Cryolophosaurus |
|  | |
|  | \| \| Dilophosaurus \| \| \| \| \| \| Théropodes du Jurassique (incluant les cératosaures et tétanurés) \| \| \| \| |
|  | |
|  | Dilophosaurus |
|  | |
|  | Théropodes du Jurassique (incluant les cératosaures et tétanurés)                                                   |
|  | |

|  | Dilophosaurus                                                     |
|  |                                                                   |
|  | Théropodes du Jurassique (incluant les cératosaures et tétanurés) |
|  |                                                                   |

|  | Cryolophosaurus |
|  | |
|  | \| \| Dilophosaurus \| \| \| \| \| \| Théropodes du Jurassique (incluant les cératosaures et tétanurés) \| \| \| \| |
|  | |
|  | Dilophosaurus |
|  | |
|  | Théropodes du Jurassique (incluant les cératosaures et tétanurés)                                                   |
|  | |

|  | Dilophosaurus                                                     |
|  |                                                                   |
|  | Théropodes du Jurassique (incluant les cératosaures et tétanurés) |
|  |                                                                   |

|  | Cryolophosaurus |
|  | |
|  | \| \| Dilophosaurus \| \| \| \| \| \| Théropodes du Jurassique (incluant les cératosaures et tétanurés) \| \| \| \| |
|  | |
|  | Dilophosaurus |
|  | |
|  | Théropodes du Jurassique (incluant les cératosaures et tétanurés)                                                   |
|  | |

|  | Dilophosaurus                                                     |
|  |                                                                   |
|  | Théropodes du Jurassique (incluant les cératosaures et tétanurés) |
|  |                                                                   |

|  | « Megapnosaurus » |
|  |                   |
|  | Coelophysis       |
|  |                   |

|  | Cryolophosaurus |
|  | |
|  | \| \| Dilophosaurus \| \| \| \| \| \| Théropodes du Jurassique (incluant les cératosaures et tétanurés) \| \| \| \| |
|  | |
|  | Dilophosaurus |
|  | |
|  | Théropodes du Jurassique (incluant les cératosaures et tétanurés)                                                   |
|  | |

|  | Dilophosaurus                                                     |
|  |                                                                   |
|  | Théropodes du Jurassique (incluant les cératosaures et tétanurés) |
|  |                                                                   |

|  | Cryolophosaurus |
|  | |
|  | \| \| Dilophosaurus \| \| \| \| \| \| Théropodes du Jurassique (incluant les cératosaures et tétanurés) \| \| \| \| |
|  | |
|  | Dilophosaurus |
|  | |
|  | Théropodes du Jurassique (incluant les cératosaures et tétanurés)                                                   |
|  | |

|  | Dilophosaurus                                                     |
|  |                                                                   |
|  | Théropodes du Jurassique (incluant les cératosaures et tétanurés) |
|  |                                                                   |

|  | Cryolophosaurus |
|  | |
|  | \| \| Dilophosaurus \| \| \| \| \| \| Théropodes du Jurassique (incluant les cératosaures et tétanurés) \| \| \| \| |
|  | |
|  | Dilophosaurus |
|  | |
|  | Théropodes du Jurassique (incluant les cératosaures et tétanurés)                                                   |
|  | |

|  | Dilophosaurus                                                     |
|  |                                                                   |
|  | Théropodes du Jurassique (incluant les cératosaures et tétanurés) |
|  |                                                                   |

|  | Cryolophosaurus |
|  | |
|  | \| \| Dilophosaurus \| \| \| \| \| \| Théropodes du Jurassique (incluant les cératosaures et tétanurés) \| \| \| \| |
|  | |
|  | Dilophosaurus |
|  | |
|  | Théropodes du Jurassique (incluant les cératosaures et tétanurés)                                                   |
|  | |

|  | Dilophosaurus                                                     |
|  |                                                                   |
|  | Théropodes du Jurassique (incluant les cératosaures et tétanurés) |
|  |                                                                   |

|  | « Megapnosaurus » |
|  |                   |
|  | Coelophysis       |
|  |                   |

|  | Cryolophosaurus |
|  | |
|  | \| \| Dilophosaurus \| \| \| \| \| \| Théropodes du Jurassique (incluant les cératosaures et tétanurés) \| \| \| \| |
|  | |
|  | Dilophosaurus |
|  | |
|  | Théropodes du Jurassique (incluant les cératosaures et tétanurés)                                                   |
|  | |

|  | Dilophosaurus                                                     |
|  |                                                                   |
|  | Théropodes du Jurassique (incluant les cératosaures et tétanurés) |
|  |                                                                   |

|  | Cryolophosaurus |
|  | |
|  | \| \| Dilophosaurus \| \| \| \| \| \| Théropodes du Jurassique (incluant les cératosaures et tétanurés) \| \| \| \| |
|  | |
|  | Dilophosaurus |
|  | |
|  | Théropodes du Jurassique (incluant les cératosaures et tétanurés)                                                   |
|  | |

|  | Dilophosaurus                                                     |
|  |                                                                   |
|  | Théropodes du Jurassique (incluant les cératosaures et tétanurés) |
|  |                                                                   |

|  | Cryolophosaurus |
|  | |
|  | \| \| Dilophosaurus \| \| \| \| \| \| Théropodes du Jurassique (incluant les cératosaures et tétanurés) \| \| \| \| |
|  | |
|  | Dilophosaurus |
|  | |
|  | Théropodes du Jurassique (incluant les cératosaures et tétanurés)                                                   |
|  | |

|  | Dilophosaurus                                                     |
|  |                                                                   |
|  | Théropodes du Jurassique (incluant les cératosaures et tétanurés) |
|  |                                                                   |

|  | Cryolophosaurus |
|  | |
|  | \| \| Dilophosaurus \| \| \| \| \| \| Théropodes du Jurassique (incluant les cératosaures et tétanurés) \| \| \| \| |
|  | |
|  | Dilophosaurus |
|  | |
|  | Théropodes du Jurassique (incluant les cératosaures et tétanurés)                                                   |
|  | |

|  | Dilophosaurus                                                     |
|  |                                                                   |
|  | Théropodes du Jurassique (incluant les cératosaures et tétanurés) |
|  |                                                                   |